# هيرب غرينبيرغ
هيرب غرينبيرغ (بالإنجليزية: Herb Greenberg) هو صحفي أمريكي، ولد في 8 يونيو 1952.